# The Power of the Dog
The Power of the Dog is een internationaal geproduceerde film uit 2021, geschreven en geregisseerd door Jane Campion, met hoofdrollen voor Benedict Cumberbatch, Kirsten Dunst, Jesse Plemons, Thomasin McKenzie, Kodi Smit-McPhee en Frances Conroy. De film is gebaseerd op de gelijknamige roman van de Amerikaanse schrijver Thomas Savage. De film ging in première op het filmfestival van Venetië op 2 september 2021 en verscheen later in 2021 op Netflix.

## Verhaal
De film speelt zich af in de jaren 1920 en gaat over Phil en George Burbank, twee rijke broers uit Montana. Phil is briljant en wreed, terwijl George zachtaardig is. Samen zijn ze de eigenaren van de grootste ranch in de vallei. Wanneer George in het geheim trouwt met de lokale weduwe Rose, begint een boze Phil een meedogenloze oorlog om haar kapot te maken.
Peter, de zoon van Rose, besluit om Phil te besmetten met miltvuur uit een kadaver, waarna Phil overlijdt.

## Rolverdeling
| Acteur               | Personage       |
| -------------------- | --------------- |
| Benedict Cumberbatch | Phil Burbank    |
| Kirsten Dunst        | Rose            |
| Jesse Plemons        | George Burbank  |
| Thomasin McKenzie    | Lola            |
| Keith Carradine      | Governor Edward |
| Frances Conroy       | Old Lady        |
| Kodi Smit-McPhee     | Peter           |
| Adam Beach           | Edward Nappo    |

## Productie
In mei 2019 werd aangekondigd dat Jane Campion een nieuwe film zou regisseren en dat het een bewerking zou zijn van de roman The Power of the Dog van Thomas Savage. Campion vertelde dat ze na het lezen van de roman steeds aan het verhaal bleef denken, en dat de thema's mannelijkheid, nostalgie en verraad een bedwelmende mix zijn. Ze was daarom vastbesloten de roman een leven te geven op het grote scherm.
De opnames begonnen in Otago op 10 januari 2020. De productie van de film werd stopgezet vanwege de COVID-19-pandemie. Nadat er vrijstelling voor de cast en de crew was verleend, werd de productie op 22 juni hervat.

## Release
In juni 2021 werd bekend dat de film in première zou gaan op het Filmfestival van Venetië, waar de film zou meedoen aan de internationale competitie om de Gouden Leeuw.
Variety berichtte dat de film eerder was uitgenodigd voor een wereldpremière op het Filmfestival van Cannes, om daar buiten de competitie te worden vertoond. Het reglement van Cannes schrijft voor dat films niet aan de internationale competitie kunnen meedoen als de film niet in de bioscoop verschijnt, waardoor Netflixfilms niet in aanmerking komen. Voor Netflix was het geen optie om buiten de competitie vertoond te worden, en koos daarom voor Venetië.

## Interpretatie van de titel
De betekenis van de titel The Power of the Dog wordt duidelijk in de laatste momenten van de film, waarin Peter een bijbelvers leest. Toch blijft de exacte betekenis van de titel voor meerdere interpretaties vatbaar.
Na de dood van Phil is te zien dat Peter op zijn bed zit terwijl hij de Bijbel leest. In de tekst die hij leest staat de titel van de film, te vinden in Psalm 22: “Deliver my soul from the sword; my darling from the power of the dog.” (“Verlos mijn ziel van het zwaard; mijn lieveling van de macht van de hond.”)
De eerste en meest voor de hand liggende interpretatie is dat Phil de "hond" is en dat de rest van de personages door zijn dood van zijn macht zijn gered. De macht van Phil is niet expliciet, maar wordt vooral geïmpliceerd: George loopt op eieren, omdat hij niet in staat is zijn ware gevoelens of gedachten te onthullen uit angst bespot te worden; Rose vervalt door intimidatie in alcoholisme, en de zachtaardige Peter wordt een moordenaar. De macht is dus vooral psychologisch en niet fysiek.
De "lieveling" uit de psalm die gered moet worden lijkt te verwijzen naar Rose. Dit idee wordt bevestigd doordat Peter in de film zegt dat hij zijn moeder wil redden en wordt verder versterkt in de laatste scène waarin Peter neerkijkt op Rose en George vanuit zijn kamer na het lezen van de psalm en ziet hoe zijn moeder en George elkaar liefdevol omhelzen.
De lieveling kan ook verwijzen naar Peter zelf, aangezien Peter na de dood van Phil verlost is van diens macht.
Een andere interpretatie is dat de lieveling verwijst naar Phil zelf. In een eerdere scène is te zien hoe Peter uit genade de nek breekt van een gewond konijn dat hij samen met Phil heeft gevonden. Deze scène lijkt een voorbode te zijn van de moord op Phil, waarbij Peter Phil doodt uit genade om hem te redden van een leven van verlangen en pijn. In deze interpretatie zijn het verlangen en de pijn van Phil de "hond".
Deze laatste interpretatie lijkt te worden bevestigd in een interview dat regisseur Jane Campion gaf: "[...] in zekere zin is seksualiteit als menselijk lijden. Zoals de titel luidt, is het een soort waarschuwing. De kracht van de hond zijn al die diepe onbeheersbare driften die ons komen vernietigen".

## Ontvangst

### Recensies
Op Rotten Tomatoes geeft 96% van de 231 recensenten de film een positieve recensie, met een gemiddelde score van 8,6/10. De film kreeg het label "certified fresh" (gegarandeerd vers). De consensus luidt: "Brought to life by a stellar ensemble led by Benedict Cumberbatch, The Power of the Dog reaffirms writer-director Jane Campion as one of her generation's finest filmmakers" (vertaald: "Tot leven gebracht door een geweldig ensemble onder leiding van Benedict Cumberbatch, bevestigt The Power of the Dog schrijver-regisseur Jane Campion als een van de beste filmmakers van haar generatie"). Website Metacritic komt tot een score van 89/100, gebaseerd op 56 recensies, wat staat voor "universal acclaim" (universele toejuiching). De film heeft het label "Must see". 
NRC gaf 4 uit 5 sterren en prees het spel van Benedict Cumberbatch: "de zeer Britse Benedict Cumberbatch torent boven iedereen uit als Phil, een tikkende tijdbom die dreiging in elke scène injecteert. Hij is Jane Campions indrukwekkendste fragiele macho tot dusver, deerniswekkender nog dan de behoeftige Sam Neill in The Piano of de zelfvoldane Harvey Keitel in Holy Smoke. En dat wil wat zeggen."
Ook De Volkskrant gaf de film 4 uit 5 sterren en prees eveneens het spel van Cumberbatch: "Benedict Cumberbatch is een sublieme machoploert in The Power of the Dog."
Trouw gaf de film 4 uit 5 sterren, maar merkt op dat de film zich niet kan meten met Campions film The Piano: "Dat komt omdat het verhaal nogal plechtig wordt verteld, en ook de muziek klinkt vaak wat gedragen. Met Phil Burbank is het daarbij best moeilijk meeleven, al is het ook een tragisch geval dat in je hoofd blijft rondspoken."

### Prijzen en nominaties
| Jaar | Evenement                                  | Categorie                             | Genomineerde                                                          | Resultaat   |
| ---- | ------------------------------------------ | ------------------------------------- | --------------------------------------------------------------------- | ----------- |
| 2021 | Venetië (78ste editie)                     | Gouden Leeuw                          | The Power of the Dog                                                  | Genomineerd |
| 2021 | Venetië (78ste editie)                     | Zilveren Leeuw                        | Jane Campion                                                          | Gewonnen    |
| 2021 | San Sebastián (69ste editie)               | Premio Sebastiane                     | The Power of the Dog                                                  | Gewonnen    |
| 2022 | Golden Globes (79ste editie)               | Beste dramafilm                       | The Power of the Dog                                                  | Gewonnen    |
| 2022 | Golden Globes (79ste editie)               | Beste regisseur                       | Jane Campion                                                          | Gewonnen    |
| 2022 | Golden Globes (79ste editie)               | Beste acteur in een dramafilm         | Benedict Cumberbatch                                                  | Genomineerd |
| 2022 | Golden Globes (79ste editie)               | Beste mannelijke bijrol               | Kodi Smit-McPhee                                                      | Gewonnen    |
| 2022 | Golden Globes (79ste editie)               | Beste vrouwelijke bijrol              | Kirsten Dunst                                                         | Genomineerd |
| 2022 | Golden Globes (79ste editie)               | Beste script                          | Jane Campion                                                          | Genomineerd |
| 2022 | Golden Globes (79ste editie)               | Beste filmmuziek                      | Jonny Greenwood                                                       | Genomineerd |
| 2022 | British Academy Film Awards (75ste editie) | Beste film                            | The Power of the Dog                                                  | Gewonnen    |
| 2022 | British Academy Film Awards (75ste editie) | Beste regisseur                       | Jane Campion                                                          | Gewonnen    |
| 2022 | British Academy Film Awards (75ste editie) | Beste bewerkte scenario               | Jane Campion                                                          | Genomineerd |
| 2022 | British Academy Film Awards (75ste editie) | Beste mannelijke hoofdrol             | Benedict Cumberbatch                                                  | Genomineerd |
| 2022 | British Academy Film Awards (75ste editie) | Beste mannelijke bijrol               | Jesse Plemons                                                         | Genomineerd |
| 2022 | British Academy Film Awards (75ste editie) | Beste mannelijke bijrol               | Kodi Smit-McPhee                                                      | Genomineerd |
| 2022 | British Academy Film Awards (75ste editie) | Beste originele muziek                | Jonny Greenwood                                                       | Genomineerd |
| 2022 | British Academy Film Awards (75ste editie) | Beste cinematografie                  | Ari Wegner                                                            | Genomineerd |
| 2022 | Critics Choice Awards (27ste editie)       | Beste film                            | The Power of the Dog                                                  | Gewonnen    |
| 2022 | Critics Choice Awards (27ste editie)       | Beste mannelijke hoofdrol             | Benedict Cumberbatch                                                  | Genomineerd |
| 2022 | Critics Choice Awards (27ste editie)       | Beste mannelijke bijrol               | Kodi Smit-McPhee                                                      | Genomineerd |
| 2022 | Critics Choice Awards (27ste editie)       | Beste vrouwelijke bijrol              | Kirsten Dunst                                                         | Genomineerd |
| 2022 | Critics Choice Awards (27ste editie)       | Beste acteerensemble                  | The Power of the Dog                                                  | Genomineerd |
| 2022 | Critics Choice Awards (27ste editie)       | Beste regisseur                       | Jane Campion                                                          | Gewonnen    |
| 2022 | Critics Choice Awards (27ste editie)       | Beste bewerkte scenario               | Jane Campion                                                          | Gewonnen    |
| 2022 | Critics Choice Awards (27ste editie)       | Beste camerawerk                      | Ari Wegner                                                            | Gewonnen    |
| 2022 | Critics Choice Awards (27ste editie)       | Beste montage                         | Peter Sciberras                                                       | Genomineerd |
| 2022 | Critics Choice Awards (27ste editie)       | Beste filmmuziek                      | Jonny Greenwood                                                       | Genomineerd |
| 2022 | Academy Awards (94ste editie)              | Beste film                            | The Power of the Dog                                                  | Genomineerd |
| 2022 | Academy Awards (94ste editie)              | Beste regisseur                       | Jane Campion                                                          | Gewonnen    |
| 2022 | Academy Awards (94ste editie)              | Beste mannelijke hoofdrol             | Benedict Cumberbatch                                                  | Genomineerd |
| 2022 | Academy Awards (94ste editie)              | Beste mannelijke bijrol               | Jesse Plemons                                                         | Genomineerd |
| 2022 | Academy Awards (94ste editie)              | Beste mannelijke bijrol               | Kodi Smit-McPhee                                                      | Genomineerd |
| 2022 | Academy Awards (94ste editie)              | Beste vrouwelijke bijrol              | Kirsten Dunst                                                         | Genomineerd |
| 2022 | Academy Awards (94ste editie)              | Beste bewerkte scenario               | Jane Campion                                                          | Genomineerd |
| 2022 | Academy Awards (94ste editie)              | Beste camerawerk                      | Ari Wegner                                                            | Genomineerd |
| 2022 | Academy Awards (94ste editie)              | Beste montage                         | Peter Sciberras                                                       | Genomineerd |
| 2022 | Academy Awards (94ste editie)              | Beste filmmuziek                      | Jonny Greenwood                                                       | Genomineerd |
| 2022 | Academy Awards (94ste editie)              | Beste geluid                          | Richard Flynn, Robert Mackenzie en Tara Webb                          | Genomineerd |
| 2022 | Academy Awards (94ste editie)              | Beste productieontwerp                | Grant Major; Set Decoration: Amber Richards                           | Genomineerd |
| 2022 | Satellite Awards (26ste editie)            | Beste dramafilm                       | The Power of the Dog                                                  | Genomineerd |
| 2022 | Satellite Awards (26ste editie)            | Beste regisseur                       | Jane Campion                                                          | Gewonnen    |
| 2022 | Satellite Awards (26ste editie)            | Beste acteur in een dramafilm         | Benedict Cumberbatch                                                  | Gewonnen    |
| 2022 | Satellite Awards (26ste editie)            | Beste mannelijke bijrol               | Kodi Smit-McPhee                                                      | Gewonnen    |
| 2022 | Satellite Awards (26ste editie)            | Beste vrouwelijke bijrol              | Kirsten Dunst                                                         | Gewonnen    |
| 2022 | Satellite Awards (26ste editie)            | Beste bewerkt scenario                | Jane Campion                                                          | Genomineerd |
| 2022 | Satellite Awards (26ste editie)            | Beste camerawerk                      | Ari Wegner                                                            | Genomineerd |
| 2022 | Satellite Awards (26ste editie)            | Beste montage                         | Peter Sciberras                                                       | Genomineerd |
| 2022 | Satellite Awards (26ste editie)            | Beste artdirector en productieontwerp | Grant Major, Amber Richards                                           | Genomineerd |
| 2022 | Satellite Awards (26ste editie)            | Beste kostuums                        | Kirsty Cameron                                                        | Genomineerd |
| 2022 | Satellite Awards (26ste editie)            | Beste filmmuziek                      | Jonny Greenwood                                                       | Genomineerd |
| 2022 | Satellite Awards (26ste editie)            | Beste geluid                          | Richard Flynn, Leah Katz, Robert Mackenzie, Tara Webb, Dave Whitehead | Genomineerd |